# Sedna Planitia
För andra betydelser, se Sedna.
Sedna Planitia är ett stort låglandsområde på Venus. Man tror att området är lavatäckt och liknar ett månhav